# Clàssica de Sant Sebastià 1983
La Clàssica de Sant Sebastià 1983, tercera edició de la Clàssica de Sant Sebastià, és una cursa ciclista que es va disputar el 17 d'agost de 1983. El vencedor final fou el belga Claude Criquielion, de l'equip Euro Shop-Splendor. Antoni Coll i Raimund Dietzen foren segon i tercer respectivament.

## Classificació general
|    | Ciclista                       | Equip                  | Temps |
| -- | ------------------------------ | ---------------------- | ----- |
| 1  | Claude Criquielion (BEL)       | Euro Shop-Splendor     |       |
| 2  | Antoni Coll i Pontanilla (ESP) | Teka                   |       |
| 3  | Raimund Dietzen (GER)          | Teka                   |       |
| 4  | Pedro Delgado (ESP)            | Reynolds-Galli         |       |
| 5  | Faustino Rupérez (ESP)         | Zor-Gemeaz             |       |
| 6  | Carlos Hernández Bailo (ESP)   | Reynolds-Galli         |       |
| 7  | Stephen Roche (IRL)            | Peugeot-Shell-Michelin |       |
| 8  | Ángel Arroyo Lanchas (ESP)     | Reynolds-Galli         |       |
| 9  | Josep Recio Ariza (ESP)        | Kelme                  |       |
| 10 | Jesús Rodríguez Magro (ESP)    | Zor-Gemeaz             |       |